# فريسين
فريسين (بالفرنسية: Fressin)‏ هي بلدية تقع في إقليم باد كاليه من منطقة نور با دو كاليه في شمال فرنسا. تبلغ مساحة هذه المدينة 17.17 (كم²)، وترتفع عن سطح البحر 84 م، يبلغ عدد سكانها 552 نسمة حسب إحصاء المعهد الوطني للإحصاء والدراسات الاقتصادية سنة 2009 م. وترأس [[Christian Duflos]] البلدية خلال فترة (2008-2014).